# Tutelo
Tutelo so bili severnoameriško indijansko pleme iz jezikovne družine Siouan. Jezikovno in kulturno so bili povezani s plemeni Saponi, Occaneechi, Monacan, Manahoac, Shakori in drugimi vzhodnimi ljudstvi Siouxov, katerih tradicionalno življenjsko območje je bilo nad prelomnico Apalačev v današnjih zveznih državah Severna Karolina in Virginija. Središče nekdanjega plemenskega ozemlja Tutelov je bilo blizu današnjega Salema v Virginiji ob reki Big Sandy v zvezni državi Virginija. Konec 17. stoletja so trpeli zaradi nenehnega pritiska angleških kolonistov in sovražnih Irokezov s severa, zato so se združili s svojimi najbližjimi sosedi in se imenovali Tutelo-Saponi. Okoli leta 1740 so zapustili Virginijo in se preselili na sever, da bi poiskali zaščito pri svojih nekdanjih sovražnikih. Leta 1753 so jih sprejeli Cayuge iz Irokeške lige v današnji zvezni državi New York in izgubili so svojo identiteto kot ločeno pleme. Danes Tuteli veljajo za izumrle.

## Ime, jezik in življenjsko območje
Ime Tutelo je algonkinska različica imena, s katerim so Irokezi označevali vsa plemena Siouxov: Toderochrone. Samonaziv (avtonim) Tutelov je bil Yesan, Yesah ali Yesang. Zgodnji kolonisti so jih imenovali tudi Nahyssan, Monahassanough ali Oniasont, kot je razvidno iz prvih zemljevidov današnje Zahodne Virginije. Horatio Hale je leta 1883 odkril, da tutelski jezik spada med jezike Siouxov in njegovemu mnenju so se pridružili jezikoslovci Gatschet, Mooney in Dorsey. Tuteli so nekoč pripadali skupini plemen Siouxov, ki so živela v regiji Piedmont v današnjih zveznih državah Virginija, Severna Karolina in Južna Karolina. Prvič jih je leta 1609 omenil John Smith pod imenoma Monacan in Mannahoac in so kazali velike podobnosti v svojem jeziku. Tuteli so bili očitno še posebej tesno povezani s Saponiji, saj sta bila jezika obeh plemen skoraj identična. Plemensko ozemlje Tutelov in Saponijev se je ob začetku evropskega stika okoli leta 1600 razprostiralo čez zgornji tok rek James River in Rappahannock River v Virginiji in je ležalo neposredno na trgovski poti Irokezov ob vznožju Apalačev.

## Zgodovina
Leta 1671 sta Britanca Fallam in Batts s svojo odpravo naletela na Tutele v Tutero Townu, vasi blizu današnjega Salema v Virginiji. V tem času so nenehno vojskovali proti plemenom konfederacije Powhatan in so jih poleg tega nenehno napadali Irokezi s severa. Zaradi tega so Tuteli in Saponi med letoma 1671 in 1701 skupaj zapustili svoje plemensko ozemlje in se preselili na sotočje rek Staunton in Dan k sorodnim Occaneecheejem in nekaj kasneje na otok v reki Roanoke neposredno pod njenim razcepom. Okoli leta 1701 je Lawson našel Saponije na zgornjem toku reke Yadkin v Severni Karolini in poročal, da so Tuteli živeli bolj zahodno, verjetno na zgornjem toku Yadkina v gorah. Ocenil je število vseh petih plemen Siouxov, namreč Tutelo, Saponi, Shakori, Occaneechi in Shakori skupaj okoli 750 oseb. Kmalu po Lawsonovem obisku so se vsi preselili v bližino belih naselij, prečkali reko Roanoke in nedaleč od vzhodnega brega zgradili vas z imenom Sapona Town. Ležala je približno 15 mi (24 km) zahodno od današnjega mesta Windsor (Severna Karolina) v okrožju Bertie v Severni Karolini. Okoli leta 1714 so se preselili v bližino Fort Christanna v okrožju Brunswick (Virginija) v Virginiji blizu meje s Severno Karolino, zgradili vas Junkatapurse in tam postali znani kot Saponi-Tutelo.
Leta 1722 je bil s posredovanjem kolonialnih vlad sklenjen mirovni sporazum med Irokezi in virginijskimi plemeni. Posledično so se Saponi-Tutelo nekaj let kasneje preselili na sever in se naselili pod zaščito Irokezov ob reki Susquehanna v Shamokinu v Pensilvaniji. Njihovi poglavarji so smeli sodelovati na Velikem svetu šestih narodov (Great Council of the Six Nations). Leta 1771 so se naselili pod zaščito Cayugov na vzhodni strani jezera Cayuga, približno 3 mi (4,8 km) nad južnim koncem jezera blizu današnjega mesta Ithaca v New Yorku. Njihova vas se je imenovala Coreorgonel in je bila leta 1779 v ameriški osamosvojitveni vojni uničena med ekspedicijo generala Sullivana, kot povračilo za britansko-irokeške napade na Američane.
Mnogi pripadniki Tutelov so se po vojni okoli leta 1784 skupaj z Irokezi preselili v Kanado, kjer so Britanci Irokezem ponudili zemljo za naseljevanje. Pod vodstvom poglavarja Mohawkov Josepha Branta se je okoli 2000 privržencev preselilo v Kanado in se naselilo ob reki Grand River v južnem Ontariu na 675.000 akrih (27,3 km²), ki so jih prejeli kot odškodnino za izgubljeno zemljo Irokezov v New Yorku od guvernerja Fredericka Haldimanda. Na tej zemlji je bil ustanovljen Rezervat šestih narodov Grand River, kjer je Brant ponovno prižgal svetovalni ogenj Irokeške lige, ki je ugasnil leta 1777. Tam so zgradili dve vasi, v katerih je bilo preštetih 382 Cayugov in 74 Tutelov. Večina se je naselila na višavju pri Brantfordu in tam zgradila mestno hišo. Zaradi dveh epidemij v letih 1832 in 1848 je umrla večina pripadnikov Tutelov. Nekaj preživelih je bilo z zakonskimi zvezami v Cayuga družine sprejetih v njihovo pleme. Saponi se očitno niso preselili v rezervat Grand River in njihova usoda je do danes nepojasnjena. Verjetno so ostali pri Cayugih v zvezni državi New York in so jih ti absorbirali. Okoli leta 1789 pa je bilo še nekaj Saponov, ki so živeli pri Cayugih v njihovem indijanskem rezervatu ob reki Seneca (reka Oswego) v New Yorku. Zadnji govorec jezika Tutelo, Nikonha, je umrl leta 1870 v starosti 105 let. Lingvist Horatio Hale je imel stik z njim in je lahko znanstveno dokazal, da gre za jezik Sioux.

## Demografija
Okoli leta 1600 je bilo približno 2500 Tutelov. Okoli leta 1700 jih je bilo, skupaj s Saponi, Keyauwee, Occaneechi in Shakori, le še okoli 750 pripadnikov plemena.

## VIri
- Ricky, Donald B. (1999). Indians of Louisiana. St. Clair Shores, MI: Somerset Publishers. str. 271–72. ISBN 9780403098644.
- Swanton, John Reed (1952). The Indian Tribes of North America. Genealogical Publishing Com. str. 74. ISBN 9780806317304.
- Vest, Jay Hansford C. (Winter–Spring 2005). »An Odyssey among the Iroquois: A History of Tutelo Relations in New York«. American Indian Quarterly. 29 (1/2): 124–55. doi:10.1353/aiq.2005.0072. JSTOR 4138803.